# Jarosław Kisiński
Jarosław Kisiński (ur. 9 grudnia 1962 w Libiążu) – polski muzyk, gitarzysta, saksofonista, autor tekstów, kompozytor i wokalista. Lider i współzałożyciel zespołu Sztywny Pal Azji. Członek ZAiKS i SAWP. Jego profesjonalny debiut sceniczny miał miejsce 29 listopada 1982 (koncert w krakowskiej hali Wisły z zespołem Instytucja). 
Ukończył I Liceum Ogólnokształcące im. Stanisława Staszica w Chrzanowie i Szkołę Muzyczną II stopnia im. W. Żeleńskiego w Krakowie w klasie saksofonu.

## Dyskografia[3]
Sztywny Pal Azji
- Europa i Azja (1987)
- Szukam nowego siebie (1989)
- Emocje (1992)
- Dewiacje na wakacje (1993)
- Spotkanie z... (1996)
- Szpal (2001)
- Nieprzemakalni (2006)
- Gwiazdy polskiej muzyki lat 80. (2007)
- Miłość jak dynamit (2008)
- Box 1986-2011 (2011)
- Fiss Pink (2012)
- Kolory muzyki (2013)
- Europa i Azja LIVE (2016)
- Szara (2017)

Chłopcy z Placu Broni
- Gold (1997)

Instytucja
- Singiel Twoja ofensywa/Z prawdą na świat

Kissinsky
- Kissinsky